# 6-Fosfat de fructosa
El 6-fosfat de fructosa (també coneguda com a èster de Neuberg) és una molècula de fructosa fosforilada al carboni 6. És un dels diversos fructosafosfats possibles. La forma β-D d'aquest compost és molt comú a les cèl·lules. La major part de glucosa i fructosa que entra en un organisme acabarà sent transformada en aquest compost en algun punt. El nom èster de Neuberg prové del bioquímic alemany Carl Neuberg. El 1918, va trobar que el compost (més tard identificat com a fructosa 6-fosfat) es va produir per hidròlisi àcida suau de fructosa 2,6-bisfosfat.